# Camp Ridge
Camp Ridge ist ein markanter Gebirgskamm im ostantarktischen Viktorialand. Er ragt im südöstlichen Teil der East Quartzite Range in den Concord Mountains auf. Höchster Gipfel ist Mount Hayton.
Die Südgruppe der New Zealand Federated Mountain Clubs Antarctic Expedition (NZFMCAE, 1962–1963) benannte ihn nach dem hier errichteten Lager Camp IV.